# Goundi (Txad)
Goundi és una ciutat txadiana situada al Mandoul Oriental, un dels tres departaments de la regió del Mandoul.

## Demografia

### Evolució
|      | Població | Homes  | Dones  |
| ---- | -------- | ------ | ------ |
| 1993 | 7 402    | -      | -      |
| 2009 | 73 141   | 35 229 | 37 912 |

### Rangs d'edat
|               | Homes  | Dones  | Total  |
| ------------- | ------ | ------ | ------ |
| 0-14 anys     | 19 869 | 19 477 | 39 346 |
| 15-59 anys    | 13 963 | 17 148 | 31 111 |
| 60 anys o més | 1 397  | 1 287  | 2 684  |